# Vincenzo Regina

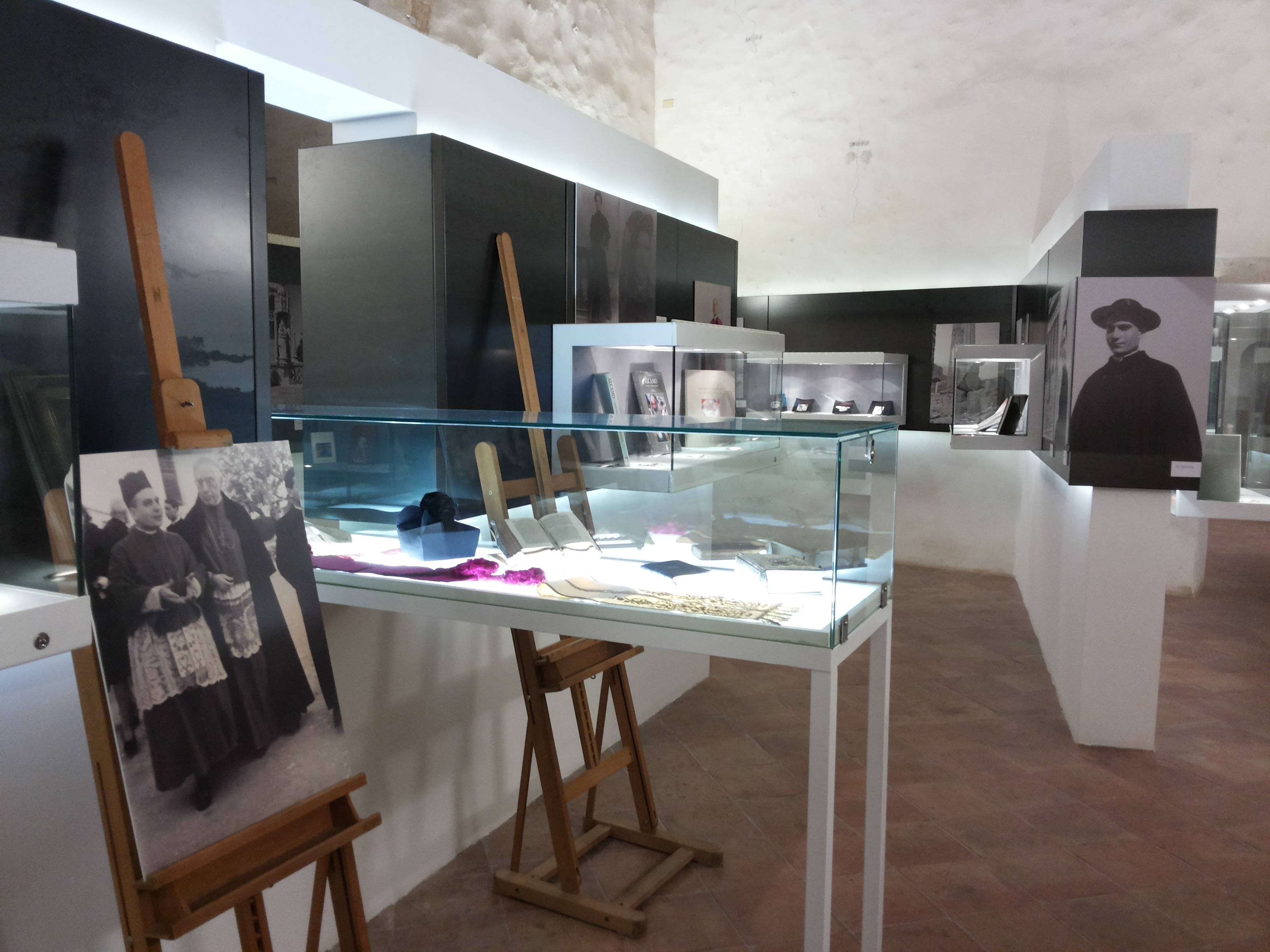
Mostra su Monsignor Regina

Monsignore Vincenzo Regina (Alcamo, 9 maggio 1910 – Alcamo, 3 agosto 2009) è stato un presbitero e storico italiano.

## Biografia
Ordinato presbitero nel dicembre del 1932, quando Alcamo apparteneva ancora alla diocesi di Mazara del Vallo), si è sempre dedicato ai fedeli e agli studi, ha insegnato Lettere per 3 anni (dal 1932 al 1935) al Ginnasio Seminariale e Teologia Dommatica, dal 1937 al 1944, nel seminario di Mazara del Vallo.
Nel 1943 fu il primo direttore generale per le scuole parrocchiali medie ed elementari della diocesi di Mazara del Vallo.
Protagonista degli ultimi 80 anni della storia di Alcamo (per 47 anni arciprete e parroco a partire dal mese di giugno 1944), ha dato un grande l'impulso all'Azione Cattolica e altre associazioni parrocchiali. Nel 1939 è stato Assistente Diocesano per la Gioventù Maschile di Azione Cattolica, poi ha diretto il 4° ufficio della Curia Vescovile.
Oltre a essere l'arciprete, fu anche vicario foraneo e visitatore dei monasteri, protonotario apostolico, ispettore onorario ai monumenti, membro della Commissione edilizia presso il comune di Alcamo e della Commissione catechistica diocesana.
Dopo che la città di Alcamo è stata aggregata alla diocesi di Trapani, nel 1951 è stato nominato canonico onorario della Cattedrale e membro del Consiglio presbiteriale.
È stato consulente del Ministero per i beni e le attività culturali e ha pubblicato diverse decine di testi sulla storia, arte e figure rappresentative di Alcamo, tramandando così un patrimonio di notizie importantissimo ai giovani. Grazie, inoltre, alla sua costante attività di raccolta, si è potuto creare il Museo d'arte sacra nella Chiesa Madre.
Nel 2007, ha presentato un suo nuovo libro intitolato L'associazione antiracket e antiusura alcamese. Istituzione provvidenziale: una risposta al decalogo sul “perfetto mafioso” rinvenuto nel covo del boss Salvatore Lo Piccolo. Nel 2004, aveva pubblicato un altro libro dello stesso tenore: Arpie del racket. Vampiri dell'usura con documenti sull'istituzione dell'Associazione Antiracket e Antiusura di Alcamo.

## Il Museo d'Arte Sacra
Negli ex locali dell'Oratorio della Confraternita del Santissimo Sacramento, si possono ammirare opere d'arte e di devozione che abbracciano circa sei secoli di storia religiosa alcamese.
Nella sala del vecchio Oratorio, con sistemi di illuminazione moderni e adeguati, sono state sistemate in ordine cronologico dipinti, statue, suppellettili, paramenti liturgici risalenti all'inizio del XV secolo e alla seconda metà del XIX
Queste opere sono state raccolte da monsignore Vincenzo Regina, arciprete dal 1944 al 1991. Seguendo le indicazioni del Concilio Vaticano II riguardo alla cura e all'attenzione verso il patrimonio artistico ecclesiastico, dopo il terremoto del Belice del 1968 l'arciprete cominciò a raccogliere numerose tele, sculture e opere di vario genere provenienti da chiese dichiarate non agibili.

## Riconoscimenti e incarichi
- Ispettore onorario ai Monumenti dal 1945 al 1988
- Premio alla Cultura 1971 consegnato dalla Presidenza del Consiglio dei ministri[4]
- Componente del Consiglio Nazionale del Ministero per i beni e le attività culturali
- Membro del Comitato di Settore per i Beni Ambientali ed Architettonici
- Membro della Commissione per il conferimento dei Diplomi ai Benemeriti dell'Arte e della Cultura
- Membro della Commissione Nazionale per la tutela degli Organi antichi in Italia.

## Opere
- Gli affreschi di Guglielmo Borremans nella Chiesa madre di Alcamo (simbolismo e significato); Mazara, Tip. B. Grillo, 1944
- La Chiesa madre di Alcamo: notizie storiche e artistiche; prefazione di Filippo Pottino, Alcamo: Accademia di studi Ciullo, 1956
- Brevi note su Alcamo del 1700; prefazione di Nicolo Domenico Evola, Alcamo: Accademia di studi Ciullo, 1956
- Giuseppe Renda, l'Aroddu: pittore alcamese del secolo 18°; prefazione di Alessandro Giuliana Alajmo; Accademia di studi Cielo di Alcamo, 1957
- La cappella quattrocentesca dello Spirito Santo nella chiesa madre di Alcamo, prefazione di Vincenzo Scuderi; Alcamo, Ediz. Accademia di studi Cielo d'Alcamo, 1960
- I pregevoli stucchi di Alcamo: da Giacomo Serpotta a Salvatore Raiano, prefazione di Giuseppe Cottone; Alcamo, Ediz. Accademia di studi Cielo D'Alcamo, 1962
- Il castello trecentesco dei conti di Modica in Alcamo; prefazione del prof. Virgilio Titone, Alcamo: Accademia di studi Cielo di Alcamo; ed. Boccone del Povero, Palermo, 1967
- Antonello Gagini e le sculture cinquecentesche in Alcamo, prefazione di Vincenzo Scuderi; Alcamo: Accademia di studi Cielo di Alcamo, 1969
- La Basilica di S. Maria Assunta in Alcamo; Alcamo, Edizioni Accademia di studi Cielo di Alcamo, 1969
- I cinquecenteschi codici miniati di Alcamo: al laboratorio di restauro del libro; Trapani, tip.Cartograf, 1971
- Profilo storico di Alcamo e le sue opere d'arte dalle origini al secolo 15.; prefazione di Paolo Collura; Accademia di Studi Cielo d'Alcamo, Trapani, Cartograf, 1972
- Storia, società e cultura in Alcamo dal Cinque al Settecento; prefazione del ch.mo prof. Francesco Giunta; Alcamo, Accademia di studi Cielo D'Alcamo, 1975
- Del più antico reliquiario di Alcamo; 1976
- Ottocento alcamese: storia e arte; Accademia di studi Cielo D'Alcamo; Trapani, Cartograf, 1977
- Alcamo dalla prima guerra mondiale ai nostri giorni: appunti per la storia; presentazione di Francesco Brancato; Accademia di studi Cielo D'Alcamo, 1979
- Alcamo: storia, arte e tradizioni (Dalle origini al Cinquecento} vol.1: Palermo, Sellerio editore, (1980)
- Alcamo: storia, arte e tradizioni (Seicento e Settecento} vol. 2: Palermo, Sellerio editore, (1980)
- Alcamo: storia, arte e tradizioni (Dall'Ottocento all'autonomia siciliana} vol.3; Palermo, Sellerio editore, (1980)
- La più antica cinquecentina illustrata di Alcamo; Trapani, Cartograf, 1980
- Longarico, Bonifato e Alcamo: storia bimillenaria di un popolo; Trapani: Cartograf, 1982
- Bonifato terra sicana elima: da Longuro a Longarico; Alcamo, 1982
- Alcamo e le sue opere d'arte, Moncalieri, Jemmagrafica, 1983
- Il Museo alcamese d'arte sacra nella sua interpretazione storica teologica ed ecclesiologica; prefazione di Giovanni Fallani, Alcamo, 1984
- Calatubo dalla protostoria ai nostri giorni; Trapani, Cartograf, 1985
- Alcamo: paesaggio urbano e rurale; fotografie di Vincenzo Brai; Palermo, Leopardi, 1986
- Alcamo: immagini di religiosità popolare; fotografie di Melo Minnella; Palermo, Aracne, 1987
- Don Giuseppe Rizzo e l'azione sociale dei cattolici dal 1860 al 1912; Palermo, Aracne, 1988
- Angeli e demoni nelle arti figurative della Sicilia; fotografie di Melo Minnella; Palermo, Aracne, 1989
- Brevi note sugli organi antichi e storici della provincia di Trapani; prefazione del maestro Arturo Sacchetti; Trapani, Cartograf, 1991
- Alcamo: una città della Sicilia; prefazione di Massimo Ganci; fotografie di Melo Minnella; Palermo, Aracne, 1992
- Memoriale per la storia e l'arte: un insigne monumento salvato da tutelare; Trapani, Tipolito Cartograf, 1992
- Maria Maddalena nella storia, nella tradizione, nella leggenda e nelle arti figurative della provincia di Trapani; Alcamo, 1993
- Una compagnia quattro volte centenaria e l'Immacolata nel culto e nell'iconografia alcamese; Alcamo ed.Cartograf, 1995
- Erice: cittadella dell'arte, della scienza e della solidarietà; foto di Melo Minnella; Palermo, Aracne, 1995
- Erice: cittadella dell'arte, della scienza e della solidarietà; foto di Melo Minnella; presentazione di Salvo Amoroso; introduzione di Vincenzo Adragna; Messina, Helios, 1996
- Considerazioni storiche sugli argenti, i parati, sul museo alcamese d'arte sacra; Alcamo, 1996
- Il Santuario di Alcamo: Storia - Arte - Folklore; Foto di Melo Minnella; 1997
- Alcamo:la chiesa di S. Oliva nella storia e nell'arte dei Gagini, di Pietro Novelli e di Giovan Biagio Amico; Trapani, Cartogram, 1997
- La chiesa parrocchiale di Sant'Anna in Alcamo: storia e arte; Trapani, Cartogram, 1997
- I luoghi liturgici della Basilica di S. Maria Assunta Chiesa Madre di Alcamo;  Paceco, Abate, 1999
- Alcamo la chiesa di Maria Santissima Annunziata; Gibellina, Edizioni Fondazione Orestiadi, 1999
- Guida alla lettura delle opere d'arte: Basilica di S. Maria Assunta Alcamo, Paceco, Stampa Litotipografica Abate, 1999
- Il culto di S. Francesco di Paola in Alcamo: 450 anni di storia; Alcamo, Tipolitografia Sarograf, 2000
- Il culto eucaristico in Alcamo dal Cinquecento ai nostri giorni: spigolature artistiche e storiche; Alcamo, Sarograf, 2000
- La Chiesa di Maria Santissima del Rosario e i Domenicani in Alcamo; Paceco, Litotipografia Abate, 2000
- Le silografie d'una cinquecentina rubata e ritrovata; Alcamo, Grafiche Campo, 2001
- Cavalieri ospedalieri e pellegrini per le antiche vie della provincia di Trapani; Alcamo, Arti grafiche Campo, 2002
- Don Giuseppe Rizzo maestro di spiritualità; Alcamo, Campo, 2002
- Don Giuseppe Rizzo politico e giornalista; Alcamo, artigrafiche Campo, 2003
- Arpie del racket vampiri dell'usura; Alcamo, Associazione antiracket e antiusura alcamese, 2004
- L'organo a sette tastiere di Francesco La Grassa nella chiesa di S. Pietro a Trapani;  Alcamo, Arti grafiche Campo, 2004
- La chiesa di San Pietro in Alcamo e l'architetto Giovan Biagio Amico; Alcamo, Arti Grafiche Campo, 2004
- La Chiesa parrocchiale e il Convento di S. Maria di Gesù in Alcamo: storia e arte; Alcamo, ediz.Campo, 2005
- La chiesa parrocchiale del Sacro Cuore di Gesù in Alcamo e il suo primo parroco; Alcamo, Campo, 2005
- La chiesa parrocchiale di San Giuseppe in Alcamo; Alcamo, ed. Campo, 2005
- Il ventennale del Centro sociale terza età "Giovanni Paolo 2."; Alcamo, 1985-2005; Alcamo, Arti grafiche Campo, 2005
- La chiesa della Madonna dell'Alto sul monte Bonifato; Alcamo, ed. Campo, 2005
- La chiesa parrocchiale di San Michele Arcangelo in Erice - Casa Santa e il suo parroco; Alcamo, ed. Campo, 2006
- Mafia e antimafia nella storia di Alcamo; 2006
- Usi e costumi tradizionali; 2006
- L'approvvigionamento idrico di Alcamo: notizie storiche utili per la soluzione di un ricorrente problema; Alcamo, Arti Grafiche Campo, 2006
- Gli avvenimenti del Novecento nella vita e nella storia d'un alcamese quasi centenario; di Giuseppe e Vincenzo Regina; Alcamo, ed. Campo, 2006
- Pregate così, 2007
- L'Associazione Antiracket e Antiusura alcamese, istituzione provvidenziale; 2007
- Antiche leggende in opere d'arte sacra alcamese; Alcamo, ediz. Campo, 2007
- Il castello di Alcamo; 2007
- Fondatori di Ordini Religiosi. Affresco di Guglielmo Borremans
- Le avventure di due innamorati nel Novecento. Romanzo storico; Alcamo, ed. Campo, 2008
- Il collegio degli Studi dei Gesuiti in Alcamo; Alcamo, Grafiche Campo, 2010
- Monasteri femminili con chiese e opere d'arte in provincia di Trapani; foto di Melo Minnella.